# 크롬레크
크롬레크(cromlech, cromleh, cromlêh)는 큰 돌 블록으로 만든 거석기념물이다. 이 단어는 영어로 두 가지 다른 거석 형태에 적용된다. 첫 번째는 1769년 윌리엄 볼레이스(William Borlase)가 처음으로 표시한 것처럼 제단 무덤("고인돌")이다. 좋은 예가 칸 레차트(Carn Llechart)에 있다. 영어로 "cromlech"라는 이름의 두 번째 의미는 프랑스 브르타뉴반도의 카르나크 열석에서 발견된 것과 같은 커다란 돌원을 의미한다.
영어와는 달리, 다른 많은 언어(예: 아제르바이잔어, 아르메니아어, 프랑스어, 그리스어, 인도네시아어, 이탈리아어, 루마니아어, 스페인어 등)에서 "cromlech"라는 단어는 환상열석을 나타내는 반면 "dolmen"이라는 단어는  영어 "cromlech"로 표시되는 거석 제단 무덤의 유형을 가리킨다. 또한 최근 영어에서는 오브리 벌(Aubrey Burl)과 같은 학자들이 "cromlech"를 "환상열석"의 동의어로 사용한다.